# Piquete
Piquete – miasto i gmina w Brazylii, w stanie São Paulo. Znajduje się w mezoregionie Vale do Paraíba Paulista i mikroregionie Guaratinguetá.